# Сімоне Дель Неро
Сімоне Дель Неро (італ. Simone Del Nero, нар. 4 серпня 1981, Каррара) — італійський футболіст, фланговий півзахисник та нападник клубу «Каррарезе».
Виступав, зокрема, за «Брешію» та «Лаціо», а також олімпійську збірну Італії, у складі якої ставав бронзовим призером.

## Клубна кар'єра
Народився 4 серпня 1981 року в місті Каррара. Вихованець футбольної школи клубу «Емполі». Дорослу футбольну кар'єру розпочав 1998 року в основній команді того ж клубу, в якій провів два сезони, взявши участь лише у 4 матчах чемпіонату.
Влітку 2000 року перейшов в «Брешію». Спочатку футболіст грав за молодіжний склад «Брешії», виступаючи під проводом Лучано Де Паоли, лише рідко залучаючись до матчів першої команди. Після цього, Дель Неро на правах оренди перейшов у шотландський «Лівінгстон», але в ньому він не зміг завоювати місце в складі, зігравши за сезон лише в одному матчі чемпіонату. Після повернення в «Брешію» знову на поле виходив дуже рідко, через що на початку 2003 року був відданий в оренду в «Палермо» з Серії Б, але на поле за них так жодного разу і не вийшов.
Влітку 2002 року Дель Неро знову повернувся в «Брешію», але тепер у новому сезоні він став гравцем основного складу клубу. За підсумками сезону 2004/05 «Брешія» вилетіла в Серію Б, але Дель Неро залишався в клубі, провівши у другому італійському дивізіоні два сезони.
Влітку 2007 року Дель Неро в статусі вільного агента перейшов в столичне «Лаціо», підписавши контракт на 5 років. Перший сезон в «Лаціо» вийшов у Дель Неро невдалим: він отримав важку травму за якою розвинулася хвороба, плантарний фасциит, і йому була зроблена операція. У наступному сезоні Дель Неро виграв у складі «б'янкоселесті» свій перший в кар'єрі трофей — Кубок Італії, у фіналі якого він вийшов на 80-й хвилині, замінивши Паскуале Фоджу. У серпні Дель Неро виграв Суперкубок Італії, проте до заявки на матч не потрапив.
У другій половині сезону 2011/12 Дель Неро на правах оренди виступав за клуб «Чезена». 25 березня 2012 року італієць забив гол у матчі Серії А проти «Парми», що допомогло його команді домогтися нічиєї 2:2. До цього Сімоне відрізнявся голом у вищому дивізіоні Італії лише 7 років тому, 15 травня 2005 року у грі з «Болоньєю». Влітку 2012 року по завершенні контракту покинув «Лаціо» і тривалий час був без клубу.
У листопаді 2012 року  підписав контракт на два роки з малайським клубом «Джохор Дарул Тазім», за який став виступати з січня наступного року, зігравши один рік, після чого повернувся на батьківщину, ставши гравцем «Массезе» з Серії D.
Влітку 2016 року став гравцем клубу третього італійського дивізіону «Каррарезе» з рідного міста. 

## Виступи за збірні
2004 року залучався до складу молодіжної збірної Італії, у складі якої став переможцем молодіжного чемпіонаті Європи. На молодіжному рівні зіграв у 13 офіційних матчах.
2004 року захищав кольори олімпійської збірної Італії на Олімпійських іграх 2004 року в Афінах, на якому команда здобула бронзові олімпійські нагороди.

## Статистика виступів

### Статистика клубних виступів
| Сезон               | Команда              | Чемпіонат           | Чемпіонат | Чемпіонат | Національний кубок | Національний кубок | Національний кубок | Єврокубки | Єврокубки | Єврокубки | Інші змагання | Інші змагання | Інші змагання | Усього | Усього |
| Сезон               | Команда              | Ліга                | Ігор      | Голів     | Ліга               | Ігор               | Голів              | Ліга      | Ігор      | Голів     | Ліга          | Ігор          | Голів         | Ігор   | Голів  |
| ------------------- | -------------------- | ------------------- | --------- | --------- | ------------------ | ------------------ | ------------------ | --------- | --------- | --------- | ------------- | ------------- | ------------- | ------ | ------ |
| 1998–99             | «Емполі»             | A                   | 1         | 0         |                    | -                  | -                  |           | -         | -         |               | -             | -             | 1      | 0      |
| 1999–00             | «Емполі»             | B (ІІ)              | 3         | 0         | КІ                 | 2                  | 0                  |           | -         | -         |               | -             | -             | 5      | 0      |
| Усього за «Емполі»  | Усього за «Емполі»   | Усього за «Емполі»  | 4         | 0         |                    | 2                  | 0                  |           | -         | -         |               |               |               | 6      | 0      |
| 2000–01             | «Брешія»             | A                   | 3         | 0         | КІ                 | 4                  | 0                  | Інт       | 1         | 0         |               | -             | -             | 8      | 0      |
| 2001–02             | «Лівінгстон»         | ПЛ                  | 1         | 0         |                    | -                  | -                  |           | -         | -         |               | -             | -             | 1      | 0      |
| 2002–03             | «Брешія»             | A                   | 3         | 0         | КІ                 | 2                  | 0                  |           | -         | -         |               | -             | -             | 5      | 0      |
| 2002–03             | «Палермо»            | B (ІІ)              | 0         | 0         |                    | -                  | -                  |           | -         | -         |               | -             | -             | 0      | 0      |
| 2003–04             | «Брешія»             | A                   | 21        | 1         | КІ                 | 2                  | 0                  |           | -         | -         |               | -             | -             | 23     | 1      |
| 2004–05             | «Брешія»             | A                   | 21        | 1         | КІ                 | 2                  | 1                  |           | -         | -         |               | -             | -             | 23     | 2      |
| 2005–06             | «Брешія»             | B (ІІ)              | 34        | 4         | КІ                 | 4                  | 1                  |           | -         | -         |               | -             | -             | 38     | 5      |
| 2006–07             | «Брешія»             | B (ІІ)              | 23        | 1         | КІ                 | 5                  | 1                  |           | -         | -         |               | -             | -             | 28     | 2      |
| Усього за «Брешію»  | Усього за «Брешію»   | Усього за «Брешію»  | 105       | 7         |                    | 19                 | 3                  |           | 1         | 0         |               |               |               | 125    | 10     |
| 2007–08             | «Лаціо»              | A                   | 5         | 0         | КІ                 | 0                  | 0                  | ЛЧ        | 6         | 0         |               | -             | -             | 11     | 0      |
| 2008–09             | «Лаціо»              | A                   | 6         | 0         | КІ                 | 1                  | 0                  |           | -         | -         |               | -             | -             | 7      | 0      |
| 2009–10             | «Лаціо»              | A                   | 7         | 0         | КІ                 | 2                  | 0                  | ЛЄ        | 0         | 0         | СІ            | 0             | 0             | 9      | 0      |
| 2010–11             | «Лаціо»              | A                   | 2         | 0         | КІ                 | 2                  | 1                  |           | -         | -         |               | -             | -             | 4      | 1      |
| 2011–12             | «Лаціо»              | A                   | 2         | 0         | КІ                 | 2                  | 0                  | ЛЄ        | 0         | 0         |               | -             | -             | 4      | 0      |
| Усього за «Лаціо»   | Усього за «Лаціо»    | Усього за «Лаціо»   | 22        | 0         |                    | 7                  | 1                  |           | 6         | 0         |               | 0             | 0             | 35     | 1      |
| 2011–12]            | «Чезена»             | A                   | 11        | 2         | КІ                 | -                  | -                  |           | -         | -         |               | -             | -             | 11     | 2      |
| 2013                | «Джохор Дарул Тазім» | СЛ                  | 8         | 1         |                    | -                  | -                  |           | -         | -         |               | -             | -             | 8      | 1      |
| 2013–14             | «Массезе»            | D (V)               | 14        | 5         |                    | -                  | -                  |           | -         | -         |               | -             | -             | 14     | 5      |
| 2014–15             | «Массезе»            | D (IV)              | 25        | 11        |                    | -                  | -                  |           | -         | -         |               | -             | -             | 25     | 11     |
| 2015–16             | «Массезе»            | D (IV)              | 7+1       | 0+1       |                    | -                  | -                  |           | -         | -         |               | -             | -             | 8      | 1      |
| Усього за «Массезе» | Усього за «Массезе»  | Усього за «Массезе» | 46+1      | 16+1      |                    | 0                  | 0                  |           | 0         | 0         |               | 0             | 0             | 47     | 17     |
| Усього за кар'єру   | Усього за кар'єру    | Усього за кар'єру   | 197+1     | 26        |                    | 28                 | 4                  |           | 7         | 0         |               | 0             | 0             | 233    | 31     |

## Титули і досягнення
- Володар Кубка Італії (1):

«Лаціо»: 2008–09
- Володар Суперкубка Італії з футболу (1):

«Лаціо»: 2009
- Молодіжний чемпіон Європи (1):

Італія U-21: 2004
- Бронзовий олімпійський призер: 2004